# 그레타 툰베리 (영화)
그레타 툰베리(I Am Greta)는 스웨덴에서 제작된 나탄 그로스만 감독의 2020년 다큐멘터리 영화이다.
2020년 9월 3일 제77회 베네치아 국제 영화제를 통해 전 세계 초연되었으며 훌루를 통해 2020년 11월 13일 정식 개봉하였다.